# Szczurowo (stacja kolejowa)
Szczurowo (ros. Щурово) – stacja kolejowa w miejscowości Kołomna, w rejonie kołomieńskim, w obwodzie moskiewskim, w Rosji. Położona jest na linii Moskwa – Riazań.

## Historia
Stacja powstała w XIX w. pomiędzy stacjami Gołutwin i Łuchowicy.